# Fabio Conversi
Fabio Conversi (* 1950 in Rom) ist ein italienischer Kameramann und Filmproduzent.

## Leben
Conversi begann 1975 als Kameraassistent und wurde 1982 Kameramann; seit 1990 ist er als Chefkameramann an zahlreichen Projekten beteiligt, wobei er hauptsächlich in Frankreich arbeitet. 1998 inszenierte er seinen ersten Film als Regisseur, dem zwei weitere folgten; sie blieben kaum in den Kinos und im Gedächtnis. Seit der Jahrtausendwende widmet er sich verstärkt auch der Produktion von Kinofilmen. 2009 gewann er für den von ihm mitproduzierten Il Divo den italienischen Filmpreis Nastro d’Argento.
Aus einer Beziehung zu Fanny Ardant, die er beim Drehen 1988 kennengelernt hatte, stammt eine Tochter. Auch nach Ende der Beziehung arbeiteten beide häufig zusammen.

## Filmografie (Auswahl)

### Regisseur
- 1998: Le clone
- 2001: Tra due mondi
- 2001: Malefemmene

### Kameramann
- 1993: Amok (Amok)
- 1996: Auch Männer mögen’s heiß! (Pédale douce)
- 2001: La Femme du déserteur

### Produzent
- 2008: Il Divo (Il divo)
- 2008: Hello Goodbye – Entscheidung aus Liebe (Hello goodbye)
- 2009: Ich habe sie geliebt (Je 'amais)
- 2012: The Lookout – Tödlicher Hinterhalt (Le guetteur)
- 2018: Die Wahrheit über den Fall Harry Quebert (The Truth About The Harry Quebert Affair) (Fernsehserie)